# O.F. Mossberg & Sons
O.F. Mossberg & Sons (відома як Mossberg) — американська компанія з виробництва зброї, спеціалізується на виробництві рушниць, гвинтівок, прицілах і пістолетних аксесуарах.

## Продукція
| - Mossberg 100ATR - Mossberg 183 - Mossberg 464 - Mossberg 702 Plinkster - Mossberg 715T - Mossberg Modern Rifle (MMR) | - Mossberg 185 - Mossberg 500 - Mossberg 930 - Mossberg 940 JM Pro - Mossberg 9200 - Mossberg Maverick - New Haven 600 | - Mossberg Brownie - Mossberg MC1sc - Mossberg MC2c |